# How Hermes Requisitioned His Groove Back
How Hermes Requisitioned His Groove Back (в переводе с англ. «Как Гермес конфисковал назад радость жизни») — четырнадцатый эпизод второго сезона мультсериала «Футурама». Североамериканская премьера этого эпизода состоялась 2 апреля 2000 года.

## Сюжет
Гермес Конрад, бюрократ 36-го класса, ждёт визита от представителя Бюрократического Центра для присвоения следующего 35-го класса. Тем временем к Лиле в гости приходят коллеги со старой работы, чтобы поиграть в покер. Бендер, надев рентгеновские очки, выигрывает, но противники разоблачают и избивают его, догнав в кабинете Гермеса.
Наутро Гермес обнаруживает свой кабинет полностью разгромленным — как раз в тот момент, когда к нему с проверкой приходит проверяющий бюрократ 19-го класса Морган Проктор. Чтобы не быть лишённым класса, Гермес Конрад собирается спрыгнуть с крыши здания Межпланетного экспресса, но передумывает, узнав, что в этом случае будет понижен в звании посмертно. В наказание Гермеса отправляют в оплачиваемый отпуск, на время которого его место займет Морган Проктор.
Столкнувшись с неопрятностью Фрая, Морган влюбляется в него — после вездесущего порядка её возбуждает неаккуратность Фрая. Бендер, обнаружив такое нарушение правил, шантажирует Морган. Морган вынимает мозг Бендера (который выглядит, как 3,5-дюймовая дискета) и отправляет его в Бюрократический Центр в надежде, что там он потеряется навсегда.
Тем временем Гермес и его жена ЛаБарбара отдыхают в оздоровительном санатории «Spa 5», который им посоветовал Зойдберг. Однако работа в шахте, которую им необходимо выполнять, больше напоминает принудительный труд. Гермес вспоминает своё бюрократическое призвание и повышает производительность.
Команда «Межпланетного экспресса» решает спасти Бендера и проникает в Бюрократический Центр(они отвечают за любые дела на Земле и бюрократы теперь первые до правительства). В зале, куда приходят все послания пневмопочты, они встречают Номер 1.0 — самого главного бюрократа. Вернуть мозг Бендера он согласен при одном условии: Гермес должен разложить по полкам огромную кучу неотсортированных посланий пневмопочты. Гермес делает это припеваючи и успевает на две секунды раньше, за что его понижают до 38-го класса. Но Гермес находит документ Морган Проктор, в котором вместо трёх печатей стоит четыре, и тем самым повышает себе статус до 37-го. Саму Морган Проктор стража должна будет увести прочь после того, как Номер 1.0 заполнит все необходимые для этого документы.

## Персонажи
Список новых или периодически появляющихся персонажей сериала
- Дебют: Парень из Австралии
- Дебют: Намбер 1.0
- Ибги
- ЛаБарбара Конрад
- Луи
- Дебют: Морган Проктор
- Тэрри

## Изобретения будущего
- Crudités — моментально вырастающие и самонарезающиеся овощи. Выглядят как порошок, которой достаточно полить водой. Несмотря на то, что французский язык стал мёртвым, этот продукт называется Crudités — так называется французское ассорти из овощей.
- Рентгеновские очки — очки, позволяющие видеть предметы насквозь.

## Интересные факты